# Karl Wazulek
Karl Wazulek (13. prosince 1914 Vídeň – 10. března 1958) byl rakouský a německý rychlobruslař.
V mezinárodních závodech se poprvé představil v roce 1934, kdy také vybojoval bronzovou medaili na Mistrovství Evropy. O rok později dosáhl svého největšího úspěchu, když kontinentální šampionát vyhrál; kromě toho debutoval i sedmou příčkou na Mistrovství světa. Startoval na Zimních olympijských hrách 1936, kde bylo jeho nejlepším výsledkem šesté místo v závodě na 1500 m (dále byl osmý na 5000 m, jedenáctý na 10 000 m a třináctý na 500 m). Na Mistrovství světa 1938 získal stříbrnou medaili. Po anšlusu Rakouska reprezentoval Německo. Poslední závody absolvoval na začátku roku 1941, kdy mimo jiné vyhrál německý šampionát.